# NGC 2655
NGC 2655 je galaksija u zviježđu Žirafi.

## Vanjske poveznice
- SEDS: NGC 2655